# Thomas De Bock
Thomas De Bock (* 20. August 1991) ist ein belgischer Leichtathlet, der sich auf den Langstreckenlauf spezialisiert hat.

## Sportliche Laufbahn
Erste internationale Erfahrungen sammelte Thomas De Bock bei den Crosslauf-Europameisterschaften 2009 in Dublin, bei denen er nach 19:41 min auf den 43. Platz im Juniorenrennen gelangte. Bei den Crosslauf-Europameisterschaften 2015 in Hyères wurde er in 31:39 min 50. im Einzelbewerb und 2017 kam er bei der Sommer-Universiade in Taipeh im Halbmarathon nicht ins Ziel. 2019 startete er im Marathon bei den Weltmeisterschaften in Doha und lief dort nach 2:21:13 h auf dem 42. Platz durchs Ziel. 2022 wurde er bei den Weltmeisterschaften in Eugene in 2:11:54 h 30. im Marathonlauf und bei den Straßenlauf-Europameisterschaften 2025 in Brüssel und Löwen landete er nach 2:12:03 h auf dem zehnten Platz und gewann in der Teamwertung die Silbermedaille hinter dem israelischen Team.
2018 wurde De Bock belgischer Meister im 5000-Meter-Lauf sowie 2024 im Marathon.

## Persönliche Bestleistungen
- 5000 Meter: 14:04,22 min, 1. August 2015 in Ninove
- 10-km-Straßenlauf: 29:00 min, 9. Februar 2025 in Schoorl
- Halbmarathon: 1:02:48 h, 15. September 2024 in Kopenhagen
- Marathon: 2:10:17 h, 16. April 2023 in Rotterdam